# Mahindra Bolero
Pour les articles homonymes, voir Boléro (homonymie).
 (janvier 2024).
Si vous disposez d'ouvrages ou d'articles de référence ou si vous connaissez des sites web de qualité traitant du thème abordé ici, merci de compléter l'article en donnant les références utiles à sa vérifiabilité et en les liant à la section « Notes et références ».
Le Mahindra Bolero est un 4x4 rival du Tata Sumo. Lancé en 2000, il se décline en version pick-up appelée Bolero Camper. Il est produit [Où ?] et commercialisé [Où ?].